# 努欽·桑杰益西
努欽·桑杰益西（884－？，藏語：སངས་རྒྱས་ཡེ་ཤེས་，藏语拼音：sangs rgyas ye shes，Nupchen Sangye Yeshe），又名努·桑吉益西、努欽·桑傑也協、努布之桑傑·耶喜。尊者俗名多杰赤祖，桑杰益西是其法號，「桑杰」在藏语裡有佛陀的意思，「益西」即智慧，故又被稱之為「努·佛智」。尊者在大堪布菩提薩埵座前出家，並受蓮花生大師直接教導，承接與弘揚西密寧瑪巴的瑪哈瑜伽、阿努瑜伽和阿底瑜伽心部密續傳承。於朗達瑪滅佛時，展顯神通道量，嚇阻朗達瑪王對佛教的迫害。

## 誕生
尊者的父親是努薩瓦旺修，母親叫切姆札西措，尊者在藏曆木鼠年誕生於衛熱傑札山坡，祖輩為藏地努氏部族。相傳在尊者誕生的前一年，祖墳所在地札日沃切山上長出許多的檀香樹，由於出現這一不凡跡象，被視為將有聖者誕生之吉兆。

## 修行經歷
依《持明集根本續》中「桑杰益西如意寶，尤其示現身之密」授記，尊者在蓮花生大師前聽受《八大法行》灌頂時，擇決本尊的投花壇城登上妙吉祥身壇城，得到現量成就相。
努欽·桑杰益西尊者為大威德金剛成就者，傳承自蓮花生大師，並在桑耶的岩洞裡進行密乘修持，在觀想大威德金剛與文殊菩薩之際，所有大威德壇城的本尊自然現前。
尊者在很多地方修過持，在多杰貢鄔聖地進行靜修時，深入了實相；在金剛座和雍仲伏藏寶地，秘密主金剛手菩薩親現尊容，法器金剛落到尊者手中；在沃彌園，大威德金剛也親自顯現為其灌頂，成為密法之主；修普巴金剛法時，能以普巴杵將大石碎為小塊。
據傳，努欽·桑杰益西尊者高壽130歲，獲證長壽持明果位，在國王朗達瑪的孫子－－阿達巴闊參時代仍在世，他在自己的著作中親筆寫道：「努部族的年輕修士我桑杰，已經活到了一百三十歲。」

## 師承
除蓮花生大師外，努欽·桑杰益西還依止過阿闍黎熙日森哈大師，朗達瑪毀壞佛法時期也曾多次前往印度和尼泊爾求師，並翻譯大量續部、竅訣法及護法部儀軌。
五十四歲那年，尊者在尼泊爾的瓦斯達然大師處得到許多灌頂，並得到瓦斯達然指示前往印度，去尋找其上師薩維堅，接受了《總經意集密續》灌頂和《集密意》的竅訣法。在西藏，尊者從涅·嘉那固瑪座前也多有受益。瑪哈瑜伽、阿努瑜伽和阿底瑜伽心部的密續傳承在他這裡匯集於一身。

## 大圓滿傳承
寧瑪派遵行、傳承的主要密續典籍，是由吐蕃時期來藏的蓮花生、無垢友等印度僧人及白若雜納等西藏最早期的密宗大師們翻譯承傳下來的，屬於舊譯密法。蓮花生大士在西藏傳授的密法，主要是無上瑜伽中的生起次第（瑪哈瑜伽）、圓滿次第（阿努瑜伽），至於最超勝的大圓滿心髓，被蓮師親口稱為「空前未有最勝法」的《空行寧體》，蓮師只傳給了空行母益西措嘉，空行母沒有傳給任何其他人而將該法埋藏伏藏。

## 朗達瑪時期的護法
朗達瑪毀佛時，曾問尊者有什麼威力？尊者答道：「請看我修咒威力。」語罷同時，在手印上出現了九隻如犛牛般大的黑色鐵蠍，令朗達瑪驚訝異常，連忙說：「我不傷害三寶瑜伽師，您只管行持佛法。」尊者又說：「再看看這個威力吧！」語畢結上手印，在對面山頭降下了可怕的雷擊，瞬間擊毀了對面的岩山，這令朗達瑪不敢再毀佛滅僧。不久，朗達瑪被拉壠貝吉多吉所殺，結束了土蕃王國政權，藏傳佛教史以此做為前弘與後弘期的分水嶺。

## 著作
- 《總經意集密續釋•黑暗鎧甲》
- 《除疑難論•言說利器》
- 《八十幻化續現觀釋》
- 《大圓滿竅訣•禪定目炬》